# بيت مقلى (الحد)

تعديل مصدري - تعديل

بيت مقلى هي إحدى قرى عزلة الحد بمديرية الحد التابعة لمحافظة لحج، بلغ تعداد سكانها 198 نسمة حسب تعداد اليمن لعام 2004.